# Gorica (Čapljina, BiH)
Gorica je naseljeno mjesto u gradu Čapljini, Federacija BiH, BiH.

## Stanovništvo

### 1991.
Nacionalni sastav stanovništva 1991. godine, bio je sljedeći:
ukupno: 456
- Hrvati - 380
- Muslimani - 65
- Srbi - 1
- Jugoslaveni - 4
- ostali, neopredijeljeni i nepoznato - 6

### 2013.
Nacionalni sastav stanovništva 2013. godine, bio je sljedeći:
ukupno: 442
- Hrvati - 400
- Bošnjaci - 38
- Srbi - 1
- ostali, neopredijeljeni i nepoznato - 3